# Lune de miel (film, 2018)
Pour les articles homonymes, voir Lune de miel.
Pour plus de détails, voir Fiche technique et Distribution.
Lune de miel est une comédie française réalisée par Élise Otzenberger et sortie en 2019.

## Synopsis
Anna et Adam, jeune couple de parisiens aux origines juives polonaises, partent pour la première fois de leur vie en Pologne. Ils ont été invités à la commémoration du 75e anniversaire de la destruction de la communauté du village de naissance du grand-père d’Adam. Si Adam n'est pas très emballé par ce voyage, Anna est surexcitée à l'idée de découvrir la terre qui aussi celle de sa grand-mère. Enfin... d'après le peu qu'elle connaît. Les voilà partis à la recherche de leurs origines dans un voyage plein de surprises, durant lequel ils ne trouveront pas exactement ce qu'ils sont venus chercher...

## Fiche technique
- Titre original : Lune de miel
- Réalisation : Élise Otzenberger
- Assistants-réalisateurs : 1) Luc Catania / 2) Alexia Genty
- Scénario : Élise Otzenberger, avec la collaboration de Matthias Gavarry
- Décors : Aurélia Leprin, Jedrzej Kowalski et Christophe Bousquet (conseiller couleurs aux décors)
- Costumes : Pauline Bertrand
- Photographie : Jordane Chouzenoux
- Montage : Pauline Dairou
- Etalonnage : Christophe Bousquet
- Musique : David Sztanke
- Supervision musicale : Matthieu Sibony
- Producteur : Édouard Weil / Productrice exécutive : Élise Girard
- Sociétés de production : Rectangle Productions, Coproduction : Le Pacte, NJJ Entertainment
- SOFICA : Cinéventure 3
- Société de distribution : Le Pacte (France et monde entier)
- Pays d'origine :  France
- Langue originale : français
- Format : couleur
- Genre : Comédie
- Durée : 88 minutes
- Dates de sortie :
  - France :
    - 24 août 2018 (Angoulême)
    - 12 juin 2019 (en salles)

## Distribution
- Judith Chemla : Anna Jakubowitz
- Arthur Igual : Adam Jakubowitz, son mari
- Brigitte Roüan : Irène Breitman, la mère d'Anna
- André Wilms : Gilbert Breitman, le père d'Anna
- Isabelle Candelier : Clémence, la nouvelle compagne de Philippe
- Antoine Chappey : l'oncle Philippe
- Gloria Manca : Simon Jakubowitz, le bébé de Judith et Adam
- Evelyn Askolovich
- Symcha Keller : le rabbin